# Malaios do Seri Lanca
Os malaios do Seri Lanca (também conhecidos em língua cingalesa como Ja Minissu significando javanês) originários do Sudeste Asiático. O grupo é composto por cerca de 40 mil pessoas e formando 0,20% da população do Seri Lanca. Seus antepassados inicialmente vieram ao país quando o Seri Lanca e a Indonésia eram colônias neerlandesas (holandesas), enquanto uma segunda onda (1796-1948) veio da península malaia, quando ambos Malásia e Seri Lanca faziam parte do Império colonial britânico.
A maioria dos primeiros imigrantes eram soldados, trazidos pelos holandeses e posteriormente pelos britânicos para a administração colonial do Seri Lanca, que decidiram se estabelecer na ilha. Outros imigrantes eram presos ou membros das casas nobres das Índias Orientais Neerlandesas (atual Indonésia) que foram exilados para o Seri Lanca e que nunca regressaram. A principal fonte de uma identidade comum malaia contínua é sua língua, o crioulo malaio do Seri Lanca. Muitos malaios cingaleses foram celebrados como corajosos soldados, políticos, desportistas, advogados, contadores e médicos. Tal como os seus antepassados do Sudeste Asiático os malaios do Seri Lanca são muçulmanos.